# Monobelus obtusiceps
Monobelus obtusiceps är en insektsart som beskrevs av Carl Stål. Monobelus obtusiceps ingår i släktet Monobelus och familjen hornstritar. Inga underarter finns listade i Catalogue of Life.